# 주동 (수호전)

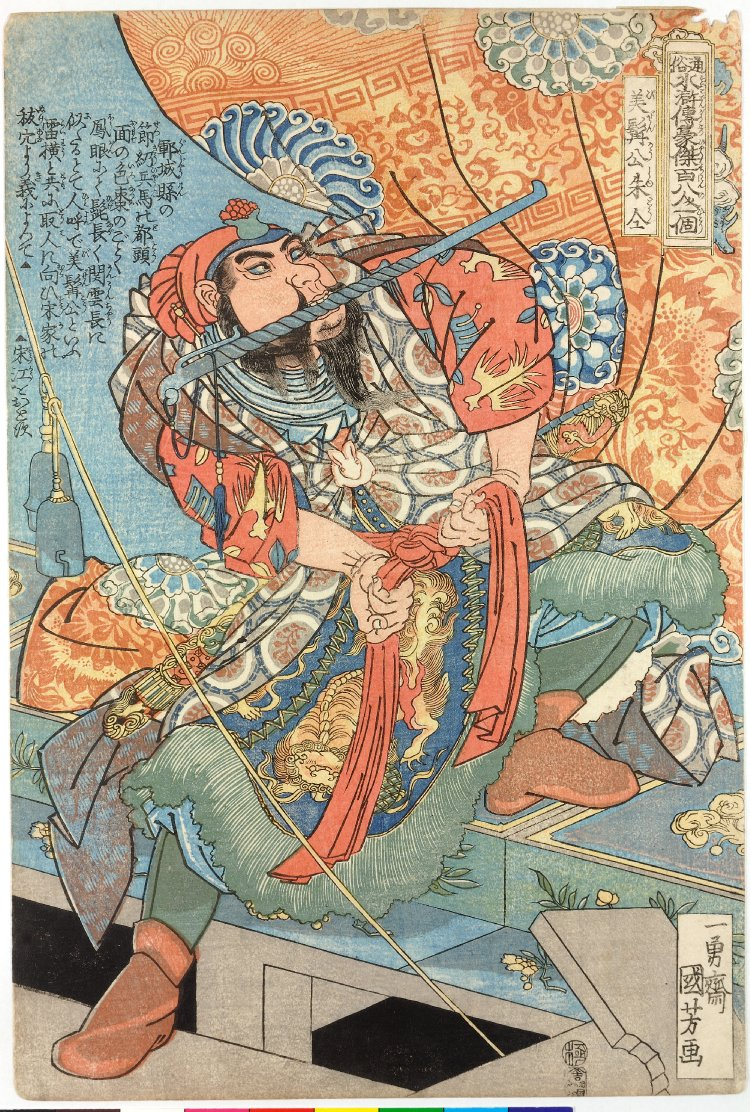
우타가와 구니요시가 그린 주동 우키요에

주동(중국어 정체자: 朱仝 주퉁[*])은 중국의 사대기서 중 하나인 《수호전》에 등장하는 인물로, 108성 중 12위이자 천강성(天罡星)의 천만성(天滿星)에 해당한다. 이름 '仝'은 '同'의 이체자(古字)이며, '朱同'으로 표기되는 경우도 많다. 별호는 미염공(美髥公)으로 주동의 훌륭한 턱수염을 기린 데서 유래했다. 이는 《삼국지연의》의 무장 관우의 별호와 동일하며, '키 8척 5촌, 턱수염 1척 5촌, 의롭고 돈이나 여자에게 태연하다'라는 인물의 특징도 관우를 의식한 것으로 되어 있다. 또한 《수호전》에는 관우의 후손이라는 설정의 관승이라는 인물이 있다.
제주 운성현의 기병도두였고 일을 할때 친한 친구인 뇌횡과 짝을 지어 행동하는 일이 많다. 양산박 입산전에는 뇌횡 외에도 조개, 송강 등과 친했다.

## 생애
제주 동계촌의 조개 등의 일당이 채경한테 보내지는 생신강(생일 선물) 10만 관을 강탈하는 사건이 일어나자 도두 주동은 동료 뇌횡과 함께 동계촌을 관할하는 운성현에서 조개 일당을 포박하라는 명령을 받고 파견되었으나 송강이 미리 알려줘서 조개 일당은 이미 달아난 상태였다. 그런 송강이 첩인 염파석을 살해할 때에는 송강을 포박하라는 명령을 받지만 송강을 일부러 놓쳤다.
그 후 뇌횡이 무희 백수영으로부터 대중 앞에서 모욕을 당하자 분노해 그녀를 살해한다. 백수영은 운성현의 새 지사와 친했기 때문에 뇌횡은 형을 면치 못했고, 호송 명령을 받은 주동은 뇌횡을 일부러 놓쳐 뇌횡의 양산박 입산을 도왔다. 그래서 주동은 죄인 도피의 책임을 지고 창주로 유배되었다. 유배지 창주지사의 마음에 들었던 주동은 관공서에서 근무하게 되었고, 또 지사의 어린 아들이 그 긴 수염을 마음에 들어해 지사의 어린 아들을 보살폈다. 그런데 양산박은 주동의 입산을 원하고 있어서 뇌횡을 주동에게 보내 주동을 설득시켰지만 주동은 창주 지사에 대한 충의를 생각하여 응하지 않았다. 그러던 중 양산박의 이규가 지사의 아들을 살해하자 갈 곳이 없어진 주동은 양산박 입산을 승낙했다. 그러나 이규만은 용서하지 못해 송강과 오용의 지시로 이규는 주동의 화가 풀릴 때까지 창주의 대부호인 시진의 저택에 머물게 되었고 주동만 양산박으로 들어간다. 이윽고 시진의 집에서도 이규가 소란을 피우고 고렴에게 붙잡힌 시진을 구하기 위해 양산박군이 출동하는데, 주동도 가담했다. 이후에도 청주·화주·망탕산·증두시·동창부 공격 등에도 참전, 양산박 기마군의 주요 인물이 된다.
양산박에 108명이 모두 모였 때에는 제12위가 되고 마군 팔호기 겸 선봉사 2위가 된다. 뇌횡과 함께 양산박 남쪽의 제3관문을 수비하였다. 그 후 양산박으로 환관 동관이 쳐들어왔을 때도 잘 지켰으며, 양산박이 조정에 귀순한 후에는 요나라 정벌에서도 활약하였다. 방랍 정벌에서는 적장 서방·담고 등을 물리치는 등 맹활약을 보인다.
수도 동경 개봉부로 개선한 후에는 보정부 도통제에 임명된다. 비극적 최후를 맞는 양산박의 인물들이 많은 가운데 주동은 이후에도 군공을 세웠으며 나중에는 유광세를 따라 금나라군을 무찌르고 태평군 절도사가 된다.

## 대중 문화
영상 매체에서 주동을 연기한 배우는 다음과 같다.
- 뤄웨이: 영화 《수호전》(1972)
- 뤄웨이: 영화 《탕구지》(1976)
- 딩샤오추: 드라마 《수호》(1983)
- 양쩡위안: 드라마 《수호전》(1998)
- 자오언쥔: 영화 《수호영웅 뇌횡과 주동》(2009)
- 위옌카이: 드라마  《수호전》(2011)